# Hymenocallis godfreyi
Hymenocallis godfreyi är en amaryllisväxtart som beskrevs av G.L.Sm. och Darst. Hymenocallis godfreyi ingår i släktet Hymenocallis och familjen amaryllisväxter. Inga underarter finns listade i Catalogue of Life.